# Gaspar Vivas
Gaspar Vivas Gómez fue un músico y compositor español nacido en Almería en 1872 y fallecido en la misma ciudad el 15 de mayo de 1936, autor del Fandanguillo de Almería.

## Biografía
Gaspar Vivas vivió y falleció en la plaza almeriense de Pavía. Subsistió trabajando como subastador en la lonja del pescado. Comenzó estudiando la guitarra flamenca, para pasar a dedicarse después a la composición musical. En 1911 estrenaría en Madrid El gitanillo. También estrenaría a comienzos de los años 1910 su obra más conocida: el fandanguillo de Almería, a cargo de la bailaora Dora la Cordobesita en su presentación en el Café Nuevo. Murió en Almería el 15 de mayo de 1936. A su entierro acudieron sólo unos pocos amigos y no asistió representación oficial alguna.

## Obra
Aunque hay quien lo consideró músico plebeyo, o que incluso no sabía música, compuso numerosos cuplés como La canastera, La Alcazaba, La Costa del Sol, Percheleras, La buñolera gitana, La capuchinera, Fátima, La gili, La babuchera, Aguador granadino o El Romeral. En total suma un centenar, algunos títulos junto con otros músicos almerienses como Rafael Barco o Francisco Gomis Peinado. Pero la obra que le haría famoso sería El fandanguillo de Almería. Los derechos de autor mejorarían la vida de su viuda, que pasó sus últimos años en la calle Clarín de la capital almeriense. Como curiosidad hay que citar que es la música que se oye en el carillón del reloj del Ayuntamiento de Almería.

### Discografía
Coral Virgen del Mar de Almería. Canciones populares de Almería. Instituto de Estudios Almerienses. RCA, S.A. ECPL-3070, Madrid, 1982. D.L. M-31313/82.